# Tolleranza zero (romanzo)
Tolleranza zero è il secondo romanzo dell'autore scozzese Irvine Welsh. Pubblicato nel 1995, è il viaggio allucinato e visionario nella mente delirante di Roy Strang, un giovane e facinoroso hooligan dei sobborghi edimburghesi, entrato in coma dopo un tentativo non riuscito di suicidio.

## Stile
Il romanzo si dipana su due distinti piani narrativi, a capitoli alternati, ed  entrambi redatti dal punto di vista del protagonista in coma: uno incentrato sulla sua vita antecedente al tentato suicidio, con sprazzi gettati sul suo immediato presente in cui illustra di come l'ambiente circostante, tra parenti, amici e personale ospedaliero, interagisca con lui, ed un altro, ambientato in un idealizzato scenario da racconto d'avventura per ragazzi in Sudafrica, espresso invece con un allucinatorio e surrealistico flusso di coscienza, in cui racconta dell'epica battuta di caccia tenuta nei confronti d'un leggendario uccello predatore, il Marabù del titolo originale, per l'appunto.
La sua prosa è nello stile tipico di Welsh: violento, ironico, cinico e disperato.

## Significato del titolo
Nella versione italiana il libro ha preso il titolo "Tolleranza Zero". Nelle pagine iniziale è riportato esplicitamente che:
"Tolleranza Zero è la prima campagna sociale a servirsi dei mass media per sfidare la violenza maschile contro donne e bambini. La campagna, lanciata ad Edimburgo, presuppone che contro donne e bambini non sia mai accettabile nessuna forma di violenza".
In particolare nel libro sono riportati gli slogan dei manifesti apparsi in quegli anni ad Edimburgo, e che nella narrazione contribuiscono in modo decisivo ad acuire i sensi di colpa del protagonista, che in seguito lo costringeranno al suicidio.

## Trama
Roy Strang è un ragazzo della periferia di Edimburgo, con un padre sociopatico e violento, e una madre razzista, sposata col padre quando aveva già due figli avuti da due differenti uomini, in Italia. Oltre ai fratellastri, Roy ha due fratelli di sangue, Kim sorella dolce ma ritardata, ed Elgin, il più piccolo della famiglia, autistico.
Finito in coma dopo un tentato suicidio, vegeta in ospedale, dove riceve continue visite dai familiari, che tentano di svegliarlo attraverso registrazioni di canzoni interpretate da loro stessi. Nonostante il corpo inerte, la mente di Roy è completamente vigile e continua a rifuggire la possibilità di un risveglio, in favore di un'avventura onirica che esiste solo nella sua testa. Un safari africano dove, assieme ad un presunto calciatore tale Sandy Jamieson, è impegnato nella caccia di un grosso uccello predatore, il Marabù, causa di devastazioni nella foresta, e soprattutto la ragione di tutti i mali nella vita terrena di Roy. La narrazione del safari è continuamente interrotta dalle visite dei parenti, che scatenano nella mente di Roy lunghi flashback relativi alla sua infanzia e alla sua vita prima del tentato suicidio.
Confinato nella periferia edimburghese, schiacciato dalle scarse prospettive, emigra in tenera età in un Sudafrica in pieno apartheid. Dopo le iniziali ritrosie, Roy e la famiglia iniziano ad ambientarsi grazie anche all'appoggio dello zio Gordon, fratello del padre, scozzese emigrato in Sudafrica tempo addietro, che incoraggia il piccolo Roy allo studio dell'ornitologia. Ma il mecenatismo dello zio nascondeva in realtà la volontà di approfittarsi del piccolo bimbo. La mente di Roy infatti ricorda piccole violenze subite dallo zio in cambio di libri di zoologia e gite, ma mai sfociate nell'atto sessuale. A seguito dell'uccisione dello zio da parte dei ribelli, la famiglia torna in Scozia, facendo l'infelicità di Roy.
Brillante a scuola, ma bersagliato dai compagni a causa del suo brutto aspetto, dovuto alle grandi orecchie e ad una gamba azzoppata dal cane di suo padre, Roy si difende dalle angherie del mondo esterno attraverso atti di bullismo: maneggia coltelli, si dà alla piromania e molesta i coetanei; tutti colpevoli di bistrattarlo. Offendere per non essere offesi, diventa il motto del giovane Roy Strang.
Finita la scuola accantona i progetti di università, e si trova un lavoro come apprendista in una compagnia d'assicurazioni. Intanto si unisce ad un gruppo di ultras dell'Hibernian con la quale si intrattiene in risse e accoltellamenti con le altre firm. Proprio in curva conosce la causa dei suoi mali, Lexo Setterington, identificato nel suo sogno onirico con il Marabù. Lexo sarebbe stato l'orditore e l'esecutore di uno stupro di gruppo al quale Roy assistette senza partecipare. Accusato di stupro ma uscito pulito insieme ai suoi compagni, Roy piomba in uno stato di depressione a causa dei sensi di colpa, ed emigrato a Manchester tenta il suicidio che lo porta in coma.
Ma i ricordi di Roy restano confusi al riguardo. A chiarire gli aspetti oscuri della vicenda ci penserà la vittima dello stupro, Kirsten, che poco prima di sottoporre Roy ad un'evirazione, gli ricorda come fu lui e non Lexo l'orditore ed il principale esecutore dello stupro, che si accanì sulla giovane con un'incredibile barbarie. Insieme al ricordo della violenza, Roy, a metà tra il coma e lo stato vigile, rievoca l'abuso sessuale di cui fu vittima in Sudafrica, da parte dello zio, e che credeva di avere rimosso.
La narrazione di Roy dunque ha fatto acqua a causa dei sensi di colpa che tendevano a spostare le responsabilità su Lexo.
Mentre Kirsten amputa il pene di Roy, e gli pianta un coltello in gola, lasciandolo morire, continua la parallela avventura onirica nel safari africano. I due avventurieri, Roy e Sandy, trovano il marabù, che non è Lexo ma lo stesso Roy. Roy è la stessa causa dei suoi mali, dei suoi peccati, della sua depressione. La somiglianza tra i due sta inoltre nell'aspetto fisico; non erano le orecchie, ma un naso a forma di becco che deturpava la faccia del piccolo Roy. La vita di Roy termina insieme a quella del marabù, suo alter ego del mondo onirico, che muore sotto i colpi di fucile di Sandy Jamieson.

## Personaggi
Roy Strang: è il protagonista del romanzo. Vive i suoi ultimi anni di vita in uno stato comatoso che gli permette tuttavia di mantenere la mente vigile. Vittima da piccolo di abusi sessuali da parte dello zio, si chiude in uno stato di ermetismo verso il mondo esterno, con la quale interagisce solo ed esclusivamente con la violenza. Principale colpevole di uno stupro di gruppo, viene assolto ma piomba in uno stato di depressione che lo convincerà a suicidarsi. Caduto in coma, i suoi ricordi rimangono vaghi per tutta la narrazione, fino a quando, giunto in punto di morte, ricomprende a pieno le proprie responsabilità nella sua vita scellerata.
Sandy Jamieson: è un ex calciatore, che vive solo nella mente di Roy. Insieme i due si dedicano alla caccia del marabù, l'impersonificazione del male che risiede nello stesso Roy. In realtà la figura di Sandy Jamieson è quella di Jimmy Sandison, calciatore scozzese ex Hearts e Airdrie Utd. , protagonista della partita che Roy stava guardando poco prima di commettere il suicidio.
John Strang: il padre di Roy. Accanito bevitore e violento sociopatico. Dotato di una forza bruta e di un'incredibile suscettibilità, è temuto da tutti i componenti della famiglia, che lo assecondano pur di evitare le sue sfuriate.
Tony Strang: è il fratello maggiore di Roy, figlio di una relazione avuta dalla madre con un uomo italiano prima di sposarsi. Durante l'infanzia è il principale confidente di Roy, con il quale consuma marijuana e discute di sesso. Più tardi si sposa e mette su famiglia, ma continuerà ad essere infedele alla moglie, tradendola pure con la sua sorellastra Kim.
Bernard Strang: l'altro fratellastro di Roy, è omosessuale e causa fastidi e vergogne in famiglia a causa del suo orientamento sessuale. Costretto da piccolo insieme a Roy ad improvvisati incontri di pugilato per il puro piacere del padre. Sul finire del libro i due fratelli si riavvicinano; nel loro colloquio chiarificatore Bernard rivela a Roy di essere sieropositivo aumentando in Roy il rammarico del tempo perduto nel non coltivare il rapporto con il proprio fratello.
Vet Strang: la madre di Roy. In origine fidanzata con John, scappa in Italia, dalla quale ritorna con due figli avuti da uomini diversi, salvo poi tornare e diventare la signora Strang. A causa delle violenze subite dal padre in un campo di prigionia giapponese, è fortemente razzista contro ogni cosa che sia giapponese o di derivazione nipponica. Le sue nevrosi la rendono vittima di frequenti esaurimenti nervosi. Insieme al marito si reca ogni giorno al capezzale del figlio Roy per fargli ascoltare la propria voce che canta brani tratti dalla colonna sonora di 007.
Alex "Lexo" Setterington: personaggio importante dei libri di Welsh, comparirà anche nei libri successivi, come "Il Lercio" e nel seguito di Trainspotting "Porno". Lexo è uno dei capi curva dell'Hibernian, violento e picchiatore, che, notate le abilità di Roy nelle risse tra Ultras, ne diventa subito amico. Secondo i primi ricordi di Roy, è proprio Lexo l'autore materiale dello stupro di gruppo, quindi nei suoi sogni la figura di Lexo coincide oniricamente con quella del Marabù. Quando i ricordi si faranno più nitidi, Roy ricorderà di essere stato lui l'ideatore dello stupro. Nel libro si fa per la prima volta accenno al business di mobili usati che Lexo ha avviato con Frank Begbie.
Ghostie: un altro compagno di curva di Roy nonché braccio destro di Lexo. Chiamato "Ghostie" a causa del chiarissimo colore della pelle, è un picchiatore senza scrupoli, ammirato e temuto dagli altri hooligans. Il personaggio di Ghostie sarà maggiormente approfondito ne "Il Lercio".